# Сава Ранђеловић
Сава Ранђеловић (Ниш, 17. јул 1993) српски је ватерполиста. Био је олимпијски, светски и европски шампион, као и освајач Лиге шампиона. Тренутно је члан мађарског Вашаша.
Дипломирао је на Факултету за спорт 2019, након чега је уписао и мастер студије. Са три златне олимпијске медаље, један је од најтрофејнијих српских олимпијаца.

## Каријера
Сава Ранђеловић је, за разлику од већине најуспешнијих српских ватерполиста, ватерполо почео да тренира ван Београда или Новог Сада. Свој пут Ранђеловић је започео у родном Нишу, у Нишу са седам година. После десет година проведених у овом клубу, прешао је у кикиндски ЖАК. Ту се задржао једну сезону и прешао у Црвену звезду 2011. као најталентованији ватерполиста Србије. За четири године проведене у београдском клубу два пута је био шампион државе и освајач националног купа. Са Звездом је освојио и титулу првака Европе 2013. године. Због финансијских проблема клуба, Ранђеловић је у лето 2015. напустио Звезду и заиграо је за један од највећих италијанских ватерполо клубова Брешу. Након две сезоне у Италији, године 2017. потписао је уговор са ОСЦ-ом из Будимпеште. Клуб је у пролеће 2020. године остао без главног спонзора, па је Ранђеловић морао да потражи нови клуб. Убрзо је договорио сарадњу са ВК Вашаш у који су из ОСЦ-а прешли и Бранислав Митровић и Драшко Бргуљан.

## Репрезентација
Са јуниорском репрезентацијом Србије освојио је сребрну медаљу на Европском јуниорском првенству у ватерполу 2012. у Канеу. За универзитетску репрезентацију Србије играо је 2017. године и освојио злато. 
Члан сениорског тим ватерполо репрезентације Србије постао је 2014. године. Селектор Дејан Савић га је упознао кроз рад у Звезди и млађим селекцијама Србије, па се Ранђеловић поставио као прва опција након одласка Вање Удовичића из ватерпола. Већ у Будимпешти је задужио капицу са бројем четири и шест година касније учврстио се на бековској линији српског тима као један од оних који ће да у будућности чине основу тима. На том дебитантском такмичењу у А селекцији, на Европском првенству у Будимпешти освојио је прву од 14 медаља. На списку златних медаља поред европски и светских, свакако је најзначајнија олимпијска медаља освојена у Рију 2016. Уз 12 златних, Ранђеловић је са репрезентацијом освојио и две бронзане медаље (Светско првенство 2017, ФИНА Куп 2018).
До сада је одиграо 162 утакмице за репрезентацију Србије и постигао 53 гола.
За прве три године играња у националном тиму, Ранђеловић је освојио осам златних медаља. По једну на Олимпијским играма и Светским првенствима (Казањ 2015), две на Европским првенствима (Будимпешта 2014 и Београд 2016), један Светски куп (Алмати 2014) и четири у Светској лиги (Дубаи 2014, Бергамо 2015, Хуеџоју 2016)

### 2017
Први гол за Србију у 2017. постигао је на утакмици против Румуније у Букурешту, 14. фебруара у оквиру квалификација за завршни турнир Светске лиге. Наступио је и у ревијалном сусрету у којем је Србија играла против италијанског Про Река. Наступио је на завршном турниру Светске лиге који се одиграо у Рузи на којем је Србија, победом над Италијом 10:9 у финалу освојила злато.
Уследило је Светско првенство у Будимпешти. Србија је ово такмичење завршила као трећа победом над репрезентацијом Грчке 11:8 на базену Алфред Хајош, а Ранђеловић са пет постигнутих голова.

### 2018
На три такмичења у 2018. години, Ранђеловић и репрезентативци су освојили злато на Европском првенству и бронзу на Светском купу. Ипак, година је започела новим такмичењем у ватерполо календару - Европа куп који се одиграо у Сплиту. На списку путника био је и Ранђеловић који је одиграо три од четири утакмице. Србија је, завршила као четврта екипа на такмичењу..
На најважнијем такмичењу у години, Европском првенству у Барселони Сава је одиграо свих шест утакмица. Иако је његов задатак у игри Србије одбрана, успео је да се упише и у стрелце и то два пута. Оба гола постигао је на сусрету са Словачком..
У последњем турниру у 2018. години за ватерполисте, на Светском купу у Берлину, Србија у подмлађеном саставу освојила је треће место., а Сава постигао пет голова у четири утакмице.

### 2019
И 2019. годину Ранђеловић је започео на Европа купу, који се те године играо у Загребу на базену Младости на Сави. Србија је наступила у доста измењеном саставу и у утакмици за пето место поражена од репрезентације Црне Горе са 14:16. 
Лето 2019. за ватерполо тим Србије и Саву Ранђеловића највећим делом везује се за завршни турнир Светске лиге у Београду. После девет година и завршнице у Нишу, Србија је била домаћин екипама које би тријумфом обезбедиле визу за Игре у Токију 2020. На списку Дејана Савића нашао се и Сава Ранђеловић који је играо на пет од шест утакмица и постигао три гола. У финалу, Србија је славила са 12:11 и обезбедила учешће на Летњим олимпијским играма 2020..
Након тог тријумфа, Ранђеловић је наступио у подмлађеном А тиму Србије на Светском првенству у Јапану.. Србија је завршила такмичење победом над Аустралијом у утакмици за пето место.

### 2020
Учешће на Европском првенству у Будимпешти Србија је завршила као пети тим.

## Клупски трофеји
- Евролига 2012/13. -  Шампион са Црвеном звездом
- Супер куп Европе 2013. - Победник са Црвеном звездом
- Првенство Србије 2012/13. и 2013/14. -  Шампион са Црвеном звездом
- Куп Србије 2012/13. и 2013/14. Победник са Црвеном звездом